# Flavon
Flavon (prema lat. flavus: žut) je žuti biljni pigment osjetljiv na svjetlo koji pripada skupini flavonoida. Molekula flavona (C15H10O2) sastoji se od jednoga heterocikličnog i dva ciklična prstena. Kod nekih jaglaca flavoni čine svijetle brašnaste prevlake na stabljikama i listovima. Svojom žutom bojom otopljenom u vakuolama stanica privlače oprašivače u zonu cvijeta. Derivati flavona (apigenin, luteolin i drugi) rašireni su među biljkama. Oni dobro upijaju (apsorbiraju) ultraljubičastu svjetlost (čineći flavonske glikozide) i time štite biljke od oštećenja ovom svjetlošću. Neke mahunarke (leptirnjače) ispuštaju flavone kroz korijenje u tlo, čime potiču prisutne bakterije vrsta Rhizobium na uspostavljanje simbioze.